# آترتون بلایت

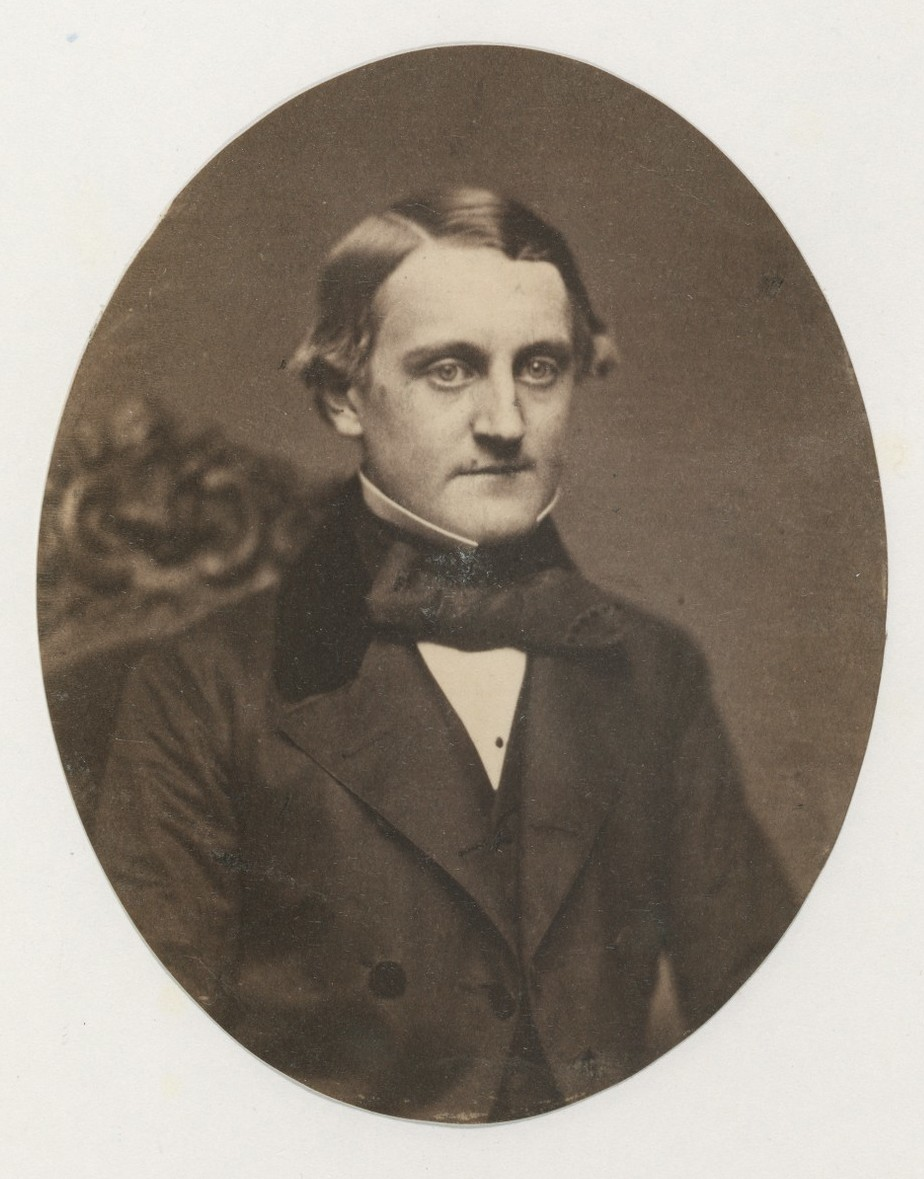
آترتون بلایت، ۱۸۵۴

آترتون بلایت (Atherton Blight) (زادهٔ ۱۰ نوامبر ۱۸۳۴ – درگذشت ۴ نوامبر ۱۹۰۹)، وکیل، بازرگان، مؤلف، روزنامه‌نگار و نوع‌دوست اهل فیلادلفیا بود که در اواسط قرن نوزدهم سفرهای بسیاری به اروپا و خاورمیانه داشت. بلایت همچنین یکی از اعضای مؤسس باشگاه هنری فیلادلفیا، یکی از سهام‌داران عمده در کازینوی نیوپورت و از اعضای باشگاه میلیونرهای عصر طلایی بود.

## اوایل زندگی و حرفه
بلایت در فیلادلفیا چشم به جهان گشود. پدرش جورج جیمز بلایت (زادهٔ ۱۷۷۲ ـ درگذشت ۱۸۳۶) و مادرش ماریا گیلینگهام (زادهٔ ۱۷۹۸ ـ درگذشت ۱۸۶۵) بودند. او از نسل طولانی بازرگانان و وکلای فیلادلفیا بود. واضح است که او به افتخار یک وکیل اهل فیلادلفیا و یکی از خویشاوندانش، همفری آترتون (زادهٔ ۱۷۸۸ ـ درگذشت ۱۸۴۵)، نام‌گذاری شده‌است. بلایت در خانواده‌ای با ثروت و امتیازات سرشار متولد شد. پدرش اندکی قبل از تولدش درگذشت و بلایت به‌عنوان یکی از پنج فرزند بازمانده، سهم عادلانه‌ای از اموال پدری به میراث برد که مجموعاً حدود ۱۲۳۰۰۰ دلار آمریکای بود. این مبلغ تا سال ۲۰۲۱، معادل ۴٬۰۰۰٬۰۰۰ دلار آمریکای رسید.
بلایت در فیلادلفیا به مدرسه رفت و به هنر و موسیقی علاقه‌مند بود. او یکی از مشتاقان همیشگی شکسپیر در خانهٔ ویلیام هنری فرنس بود که پسرش هوراس هاوارد فرنس دوست صمیمی و پژوهشگر دانشگاه هاروارد بود. آن‌ها در هاروارد هم‌اتاقی بودند. در طول این مدت، بلایت مجموعه‌ای از مقاله‌هایی دربارهٔ موسیقی در نیویورک منتشر کرد.
او در سال ۱۸۵۴ از دانشگاه هاروارد فارغ‌التحصیل شد. بلایت در جوانی، وقتی بیست‌وچند سال بیشتر نداشت، سفرهای بسیاری به خارج از کشور داشت. در ۲۰ سالگی، او با همراهی هوراس، یک تور فرهنگی دو ساله در اروپا را آغاز کرد. آن‌ها ابتدا در اکتبر ۱۸۵۴ به لندن و سپس به پاریس رفتند. بلایت متعاقباً با جیمز ساویج جونیور، یکی از دانش‌آموختگان دورهٔ دانشگاه هاروارد، ملاقات کرد. او خود را در فرهنگ آلمان و اتریش غوطه‌ور کرد. بلایت با الهام از دورانی که در آیگن، سالزبورگ گذراند، در سال ۱۸۵۵، مزرعهٔ اردنهایم را در شهرستان مونتگومری، پنسیلوانیا خرید، اما برای امضای سند برنگشت و آن را به شخص ثالثی واگذار کرد. خواهرش اندکی بعد درگذشت. او بازهم تصمیم گرفت به فیلادلفیا بازنگردد و سفر خود را به اسپانیا، خاور نزدیک و مصر ادامه دهد. بلایت پس از سفر به ترکیه و کریمه، به یونان و کورفو رفت که در آن زمان تحت‌الحمایهٔ بریتانیا بود. او خاطرات سفرهای بسیار خود به اروپا، خاورمیانه و کریمه که میان سال‌های ۱۸۵۵ و ۱۸۵۶ انجام شد، ثبت کرد. بلایت هنگام اقامت در بیت‌المقدس، با واردر کرسون، عضو سابق کلیسای کواکر و همچنین یکی از اهالی سابق فیلادلفیا، ملاقات کرد. در سال ۱۸۴۴، او پس از انتصاب به‌عنوان اولین کنسول ایالات متحده در بیت‌المقدس به یهودیت گروید و صهیونیستی متعصب شد. مشخص نیست که بلایت چه زمانی به ایالات متحده بازگشت، اما در سال ۱۸۵۸ مدرک کارشناسی هنر را از هاروارد دریافت کرد.
گرچه بلایت مالک مزرعه بود، رغبتی به فعالیت در حوزهٔ کشاورزی نداشت و در عوض، شیفتهٔ پیچیدگی‌های دنیای حقوق بود. او در سال ۱۸۵۹ در کانون وکلای پنسیلوانیا پذیرفته شد. در اکتبر ۱۸۶۲، مزرعهٔ اردنهایم به آریستید ولچ فروخته شد و سپس این مزرعه برای پرورش اسب‌های مسابقه اهمیت بسیاری یافت. او طی جنگ داخلی آمریکا به‌عنوان یکی از مدیران کمیسیون بهداشتی ایالات متحده فعالیت کرد؛ این کمیسیون، آژانس امداد خصوصی بود که در ۱۸ ژوئن ۱۸۶۱ از طریق قانون فدرال با دسترسی بلایت به ژنرال جورج بی. مک‌کلن برای حمایت از سربازان بیمار و مجروح ایجاد شد. شناخت بلایت از کمیسیون بهداشت بریتانیا و حضور وی در این کمیسیون که در طول جنگ کریمه (۱۸۵۳ تا ۱۸۵۶) شکل گرفته بود، الهام‌بخش تشکیل همتای آمریکایی این آژانس شد. او همچنین در سال ۱۸۶۳ در کمیته‌ای برای ارتقای استخدام اقلیت‌ها فعالیت کرد. پس از جنگ داخلی آمریکا، بلایت با دفتر فریدمن همکاری کرد.
اهداف بشردوستانهٔ وی در فیلادلفیا، حول نیازهای کهنه‌سربازان جنگ و الزامات بهداشتی یک شهر با رشدی سریع بود. بلایت در برخی بهسازی‌های زیرساختی که به‌نفع همهٔ ساکنان شهر بود، نقش اساسی ایفا کرد. او عضو انجمن فوارهٔ فیلادلفیا بود. بلایت همچنین به‌عنوان خزانه‌دار در راستای آرمان‌های خیرخواهانهٔ مختلف فعالیت کرد.
هنگامی که بلایت در اواسط دههٔ ۱۸۷۰ ازدواج کرد و خانواده تشکیل داد، به مجموعه‌ای از خانواده‌های ثروتمند پیوست که تابستان‌ها به نیوپورت، رود آیلند می‌رفتند. با توجه به این‌که نسیم تازهٔ دریا برای کسانی که توانایی مالی داشتند جذاب بود، این رویه به سیاحتی سالانه تبدیل شد. سرانجام او در این مکان، سکنا گزید.

## میراث
مقاله‌های آترتون بلایت (۱۸۴۹ تا ۱۸۵۸) در انجمن تاریخی پنسیلوانیا نگهداری می‌شود. این مقاله‌ها شامل مجموعه‌ای از مکاتبه‌ها، ازجمله خاطرات سفر و دفتری بیانگر هزینه‌های سفر است. او در دفتر خاطرات شخصی خود، میدان‌های نبرد و کهنه‌سربازان جنگ کریمه را توصیف می‌کند که در فوریه ۱۸۵۶ به پایان رسیده بود. مکاتبه‌های او با چارلز الیوت نورتون از طریق کتابخانهٔ هاتون انجام شده‌است.
گالری پرترهٔ ملی در واشینگتن دی.سی. میزبان مجسمه‌ای مرمری از بلایت است که در سال ۱۸۷۸ ریچارد سالتونستال گریناف (زادهٔ ۱۸۱۹ ـ درگذشت ۱۹۰۴) آن را ساخته‌است. احتمالاً معروف‌ترین اثر گریناف، مجسمه‌ای از بنجامین فرانکلین است که در مقابل تالار قدیمی شهر (بوستون) چشم‌ها را خیره می‌کرد. بلایت در سفر به اروپا به دختر گریناف علاقه‌مند شد و در نهایت آن‌ها ازدواج کردند. گریناف بخش عمدهٔ دوران بزرگسالی خود را در رم سپری کرد.
بلایت مجموعه‌داری مشتاق هنر و کتاب بود. او همچنین حامی بسیاری از رویدادهای هنری بود و منابع مالی آن‌ها را تأمین می‌کرد. در سال ۱۸۹۰، بلایت تابلوی «اورستس تحت تعقیب الاهگان انتقام» اثر ویلیام آدولف بوگرو را اهدا کرد و از خود به میراث گذاشت. از سال ۲۰۲۱، بخشی از مجموعهٔ موزهٔ هنر کرایسلر است. او علاوه بر ثبت و ضبط دفتر خاطرات شخصی، مقاله‌های متعددی ازجمله «دورهٔ انتقادی، بازتابی» را در سال ۱۹۰۱ به رشتهٔ تحریر درآورد.
شوهر دوم نوهٔ او راجر ماری وینسنت فیلیپ لوک د ویلمورین، پسر نامشروع آلفونسو سیزدهم بود.

## شخصی

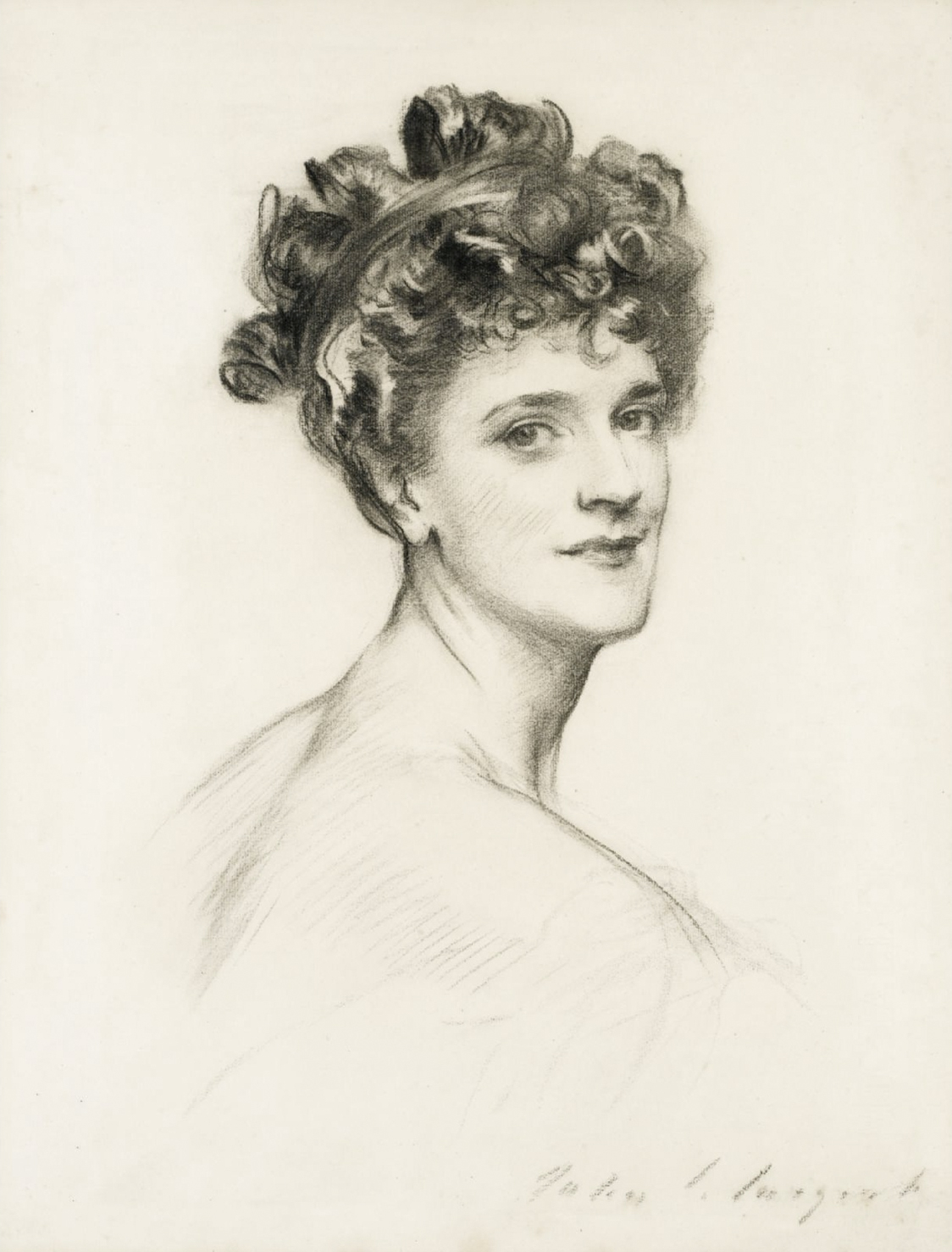
اثر آلیس لیدی لاور

مادرش در سال ۱۸۶۵ دیده از جهان فروبست. بلایت در سال ۱۸۷۲ در ۳۸ سالگی، با آنا لورینگ «نینا» گریناف (زادهٔ ۱۸۴۷ـ درگذشت ۱۸۹۷)، دختر مجسمه‌ساز معروف ریچارد سالتونستال گریناف، ازدواج کرد که ۱۳ سال از او کوچک‌تر بود. آن‌ها سه دختر داشتند. برخی از فرزندان آن‌ها در اروپا به دنیا آمدند. دخترش اِولین به‌دلیل لحنش هنگام صحبت‌کردن اغلب با بریتانیایی‌ها اشتباه گرفته می‌شد که البته به‌خاطر سال‌های زیادی بود که او در اروپا و زیر نظر پرستاران کودک بریتانیایی گذرانده بود.
در سال ۱۸۷۶، بلایت کلبه‌ای در نیوپورت به نام «شَدی نوک» از شارلوت دی. هاردی خرید و در سال ۱۸۸۰ به‌طور دائم در خانه‌ای در منطقهٔ تاریخی خیابان بلوو در نیوپورت سکنا گزید. در همان سال، کازینوی نیوپورت به روی اولین مشتریان خود گشوده شد و بعدها در دوران طلایی، به مرکز زندگی اجتماعی تبدیل شد.
در تابستان سال ۱۸۹۳، او و خواهرانش به‌عنوان محبوب‌ترین مجموعه‌داران جوان در نیوپورت معرفی شدند.
در اول سپتامبر ۱۸۹۷، دخترش ادیت بلایت با ویلیام پین تامپسون، از خانواده‌ای ثروتمند اهل وستبری، لانگ آیلند ازدواج کرد.
یک ماه بعد، در ۱۲ اکتبر ۱۸۹۷، همسرش کمی پس از دیدار با پرستار با تپانچه خودکشی کرد. او در ۱۵ سال آخر عمرش به سل ریوی مبتلا شده بود.
بلایت هرگز دوباره ازدواج نکرد و زمان بیشتری را در اروپا سپری کرد. او تابستان‌ها را در نیوپورت می‌گذراند و در جمع بزرگان آنجا شرکت می‌کرد. دختر او، آلیس آترتون بلایت، پس از یک دورهٔ نامزدی سه ساله، در سال ۱۹۰۵ با سر جرارد آگوستوس لوتر، بارونت اول (زادهٔ ۱۸۵۸ ـ درگذشتهٔ ۱۹۱۶) ازدواج کرد. لوتر در آن زمان سفیر بریتانیا در امپراطوری عثمانی بود. تصاویر دختر او بخشی از گالری پرترهٔ ملی لندن را تشکیل می‌دهد. جان سینگر سارجنت در سال ۱۹۰۵، تصویر آلیس را با قلم سیاه کشیده‌است.
در سال ۱۹۰۶، دخترش، اِولین بلایت که در روزنامه‌ها به او لقب «زیبای رز وحشی» دادند، با ماهلون آلنسون سندز، برادر کوچک‌تر اتل سندز، همسایهٔ تابستانی سابق نیوپورت، پسر مالون ساندز فقید ازدواج کرد. مالون ساندز دبیر سابق جنبش تجارت آزاد آمریکا بود که در سال ۱۸۸۸ در سانحهٔ تصادف در لندن کشته شد. اقامتگاه سابق ساندز در نیوپورت، لندز اند، چندین دست چرخیده بود و ازجمله مالکان آن، رابرت لیوینگستون بیکمن و در اختیار ادیت وارتون در زمان ازدواج وی بودند.
تا سال ۱۹۰۷، بلایت خانهٔ شمارهٔ ۹۵–۸۹ خیابان وبستر، نیوپورت، در نزدیکی خیابان بلوو را خریده بود. این ملک به محل سکونت خودش، شَدی نوک، نزدیک بود و به‌عنوان اقامتگاه فرانک دبلیو اندروز شناخته می‌شود، که قبلاً متعلق به آگوستوس وایتینگ (زادهٔ ۱۷۹۶ ـ درگذشتهٔ ۱۸۷۳)، بازرگان اهل نیویورک و نیواورلئان بود.
بلایت یکی از معروف‌ترین میلیونرهای انجمن آمریکایی عصر طلایی بود که در ۸ نوامبر ۱۹۰۹ بر اثر نارسایی قلبی چشم از جهان بست. سال‌های پایانی عمر او با فعالیت‌های اجتماعی گسترده و تمایل به اصلاحات سیاسی مصادف بود که آغاز دورهٔ مترقی بود. او در قبرستان جزیره، نیوپورت، رود آیلند آرمیده‌است. آگهی درگذشت او در نیویورک تایمز منتشر شد. برخی اقلام دارایی او در سال ۱۹۱۱ به حراج گذاشته شد.